# 강서구 을
서울 강서구 을은 대한민국의 국회의원 선거구이다. 서울특별시 강서구 일부 지역을 관할한다. 현 지역구 국회의원은 더불어민주당의 진성준이다.

## 역사
1988년 대한민국 제13대 국회의원 선거를 앞두고 강서구 선거구에서 분리되면서 신설되었다. 신설 당시 강서구 을은 염창동, 등촌동, 가양동, 발산동, 공항동, 방화동, 과해동을 포함했으며, 나머지 화곡동 일대는 강서구 갑으로 묶였다. 
2000년 대한민국 제16대 국회의원 선거를 앞두고 선거구 개편이 이뤄져, 등촌2동과 발산1동, 발산2동이 강서구 갑 소속으로 넘어갔다. 
2016년 대한민국 제20대 국회의원 선거를 앞두고 강서구의 인구가 상한선을 초과하면서 강서구 병이 신설되었다. 이에 강서구 을의 염창동, 등촌1동, 가양3동 지역이 강서구 병으로 편입되었다. 이에 따라 강서구 을의 관할 지역은 등촌3동, 가양1~2동, 공항동, 방화1~3동이 남게 되었다.

## 관할 구역
| 대수      | 관할 구역 |
| --------- | --- |
| 13대      | 강서구 염창동, 등촌제1동, 등촌제2동, 가양동, 발산동, 공항동, 방화제1동, 방화제2동, 과해동                                                   |
| 14대      | 강서구 염창동, 등촌제1동, 등촌제2동, 가양동, 발산제1동, 발산제2동, 공항동, 방화제1동, 방화제2동, 과해동                                     |
| 15대      | 강서구 염창동, 등촌제1동, 등촌제2동, 가양제1동, 가양제2동, 가양제3동, 발산제1동, 발산제2동, 공항동, 방화제1동, 방화제2동, 방화제3동, 과해동 |
| 16대~19대 | 강서구 염창동, 등촌제1동, 등촌제3동, 가양제1동, 가양제2동, 가양제3동, 공항동, 방화제1동, 방화제2동, 방화제3동                               |
| 20대~현재 | 강서구 등촌제3동, 가양제1동, 가양제2동, 공항동, 방화제1동, 방화제2동, 방화제3동                                                             |

## 역대 국회의원
| 선거   | 정당 | 정당         | 의원   |
| ------ | ---- | ------------ | ------ |
| 1988년 |      | 민주정의당   | 남재희 |
| 1992년 |      | 민주당       | 최두환 |
| 1996년 |      | 신한국당     | 이신범 |
| 2000년 |      | 새천년민주당 | 김성호 |
| 2004년 |      | 열린우리당   | 노현송 |
| 2008년 |      | 한나라당     | 김성태 |
| 2012년 |      | 새누리당     | 김성태 |
| 2016년 |      | 새누리당     | 김성태 |
| 2020년 |      | 더불어민주당 | 진성준 |
| 2024년 |      | 더불어민주당 | 진성준 |

## 역대 선거 결과

### 대한민국 제13대 국회의원 선거
|  | 31.32% |

|  | 27.04% |

|  | 21.79% |

|  | 13.06% |

|  | 5.12% |

|  | 1.63% |

### 대한민국 제14대 국회의원 선거
|  | 31.44% |

|  | 29.91% |

|  | 22.46% |

|  | 6.63% |

|  | 5.68% |

|  | 3.85% |

### 대한민국 제15대 국회의원 선거
|  | 37.87% |

|  | 32.98% |

|  | 14.82% |

|  | 14.31% |

### 대한민국 제16대 국회의원 선거
|  | 46.07% |

|  | 41.42% |

|  | 9.27% |

|  | 3.22% |

### 대한민국 제17대 국회의원 선거
|  | 45.52% |

|  | 42.17% |

|  | 7.51% |

|  | 4.79% |

### 대한민국 제18대 국회의원 선거
|  | 47.15% |

|  | 37.40% |

|  | 9.39% |

|  | 4.91% |

|  | 1.14% |

### 대한민국 제19대 국회의원 선거
|  | 50.35% |

|  | 49.64% |

### 대한민국 제20대 국회의원 선거
|  | 45.92% |

|  | 38.56% |

|  | 14.70% |

|  | 0.80% |

### 대한민국 제21대 국회의원 선거
|  | 56.15% |

|  | 42.33% |

|  | 0.91% |

|  | 0.59% |

### 대한민국 제22대 국회의원 선거
|  | 54.84% |

|  | 45.15% |